# Monica Eliasson
Monica Eliasson, född 6 september 1941 i Åmål, är en svensk skulptör.
Eliasson studerade vid Stenebyskolan i Dals Långed. Hon har bland annat deltagit i samlingsutställningar på Värmlands museums Höstsalonger, Kristinehamns konstmuseum, Ystads konstmuseum, Dalslands Konstförening, Åkerby Skulpturpark, Sundby Skulpturpark i Strängnäs, Stockholm Art Fair, Nordenfjeldske Kunstmuseum i Trondheim Norge, Det Danske Kulturinstitut & Emaljmuseet, Debrecen Ungern, 3rd International Enamel Exhibition i Coburg Tyskland, Naestved Emaljmuseum i Danmark, Skandinavien Emaljtriennale i Jäärvenpää Finland och Nordiska Emailletrinnale i Naestved och Silkeborg Danmark. 
Bland hennes offentliga arbeten märks väggutsmyckning i emalj-rostfritt stål på Centralsjukhuset i Karlstad.
Hon har tilldelats Stockholms läns landstings kulturstipendium tillsammans med emaljgruppen DE 6 1993, Hammarö kulturstipendium 1994, Dalslands Konstförenings konstnärsstipendium 1999, The Award of Encouragement 9th Cloissonne Jewellery Exhibition i Tokyo Japan 1996.
Hennes konst består av abstrakta former i rostfritt stål och emalj. 
Eliasson är representerad vid Emaljmuseet i Naestved, Danmark, Dalslands konstmuseum, Säffle, Hällefors, Mjölby, Järfälla, Avesta, Hammarö och Karlstad kommuners samlingar, Globen i Stockholm, Värmlands läns landsting, Örebro läns landsting. Museum De L´Esmalt Contemporari Salou, i Barcelona Spanien.